# Peter J. Denning
Peter J. Denning (Nueva York, 6 de enero de 1942) es un científico de la computación y escritor estadounidense. Es mayormente conocido por su trabajo pionero en memoria virtual, especialmente por inventar el modelo de conjuntos de trabajo para el comportamiento de los programas, el cual ayudó a manejar la hiperpaginación en los sistemas operativos y se convirtió en la referencia estándar para todas las políticas de gestión de memoria. También es conocido por su trabajo en los principios de los sistemas operativos, así como en el análisis operacional de colas en sistemas de red, diseño e implementación del CSNET, la librería digital ACM, desarrollar los magníficos principios de la computación y, más recientemente, por su libro The Innovator's Way donde se refiere a la innovación como un conjunto de prácticas aprendibles.

## Biografía
Peter J. Denning nació el 6 de enero de 1942 en Queens, Nueva York, y creció en Darien, CT, un pueblo que se encuentra en el condado de Fairfield, en el estado estadounidense de Connecticut.
Ya encontrándose en la escuela primaria tomó un especial interés en el campo de la ciencia, especialmente en astronomía, botánica, radio y electrónica.
En la escuela preparatoria Fairfield Prep presentó en una feria de ciencias ordenadores diseñados en el hogar, en los años 1958, 1959 y 1960. El segundo ordenador, que resolvía ecuaciones lineares usando partes de máquinas de pinball llegó a ganar un gran premio.
Acudió a la universidad privada católica Manhattan College (Nueva York) para realizar su bachiller en Ingeniería Eléctrica en el año 1964.
En el año 1968 se doctoró en el Instituto Tecnológico de Massachusetts (MIT), con la tesis doctoral Resource allocation in multiprocess computer systems (Asignación de recursos en sistemas de computación multiproceso) en la que presentó ideas que sirvieron de semilla para los conjuntos de trabajo, principio de localidad, híper-paginación y equilibrio de sistema. En MIT formó parte de un Proyecto en Matemáticas y Computación (Project MAC) y contribuyó al diseño de Multics, un sistema operativo muy influyente basado en la compartición de los recursos computacionales.
En la Universidad de Princeton, de 1968 a 1972, escribió su clásico libro Operating Systems Principles (Principios de los sistemas operativos), junto a E. G. Coffman. También colaboró con Alfred Aho y Jeffrey Ullman en pruebas de optimalidad para algoritmos de paginación y en una demostración sencilla de que los compiladores basados en el análisis de precedencias no necesitaban backtracking.
En la Universidad de Purdue, de 1972 a 1983, supervisó numerosas tesis doctorales verificando teorías basadas en el principio de localidad en la gestión de memoria y extendiendo las nuevas matemáticas del análisis operacional de colas en redes.
Fue además cofundador de CSNET (Computer Science Network), que era una red de ordenadores que empezó a operar en Estados Unidos en 1981 y cuyo propósito era extender los beneficios de las redes para departamentos de ciencia de la computación en departamentos e instituciones académicas que no podían conectarse de manera directa a ARPANET. Se convirtió en director del departamento en 1979 y finalizó otro libro sobre modelos computacionales: Machines, Languages, and Computation (Máquinas, lenguajes y computación), junto a Jack Dennis y Joe Qualitz en esta ocasión.
Trabajó en NASA Ames que juega un papel crítico en casi todas las misiones de la NASA, con el apoyo de los programas del espacio y aeronáuticos de América. Concretamente, entre 1983 y 1991 fundó allí el Research Institute for Advanced Computer Science (RIACS) y lo convirtió en uno de los primeros centros de investigación interdisciplinar en la ciencia computacional y del espacio.
En la Universidad George Mason, entre 1991 y 2002 dirigió el Departamento de Ciencia de la Computación ostentando el puesto de decano asociado y vicerrector y fundó el Center for the New Engineer (Centro para la Nueva Ingeniería). Este centro fue pionero en el aprendizaje basado en web. Creó y diseño cursos para ingenieros, llamados Sense 21, que fueron la base de su proyecto para entender la innovación como una capacidad. Creó el curso Core of Information, Technology (Núcleo de la Información, Tecnología) que le sirvió de base para sus grandes principios en los proyectos de la computación.
Desde 2002, es director del Departamento de Ciencia de la Computación en la Naval Postgraduate School (Escuela Naval de Postgrado), al mismo tiempo que dirige el Instituto Cebrowski para la Innovación y la Superioridad de la Información. Además, presidió el consejo de profesores.
Denning sirvió continuamente como voluntario en la Association for Computing Machinery (ACM) desde el año 1967. Durante este tiempo ejerció como presidente, vicepresidente, editor de las encuestas sobre computación de la ACM y editor de las comunicaciones mensuales de la ACM, entre otros cargos. Recibió 7 premios ACM por su servicio, contribución técnica y educación. Además, ACM le concedió un premio especial en junio de 2007 en reconocimiento a sus 40 años de continuo servicio.
Denning ha recibido un total de 26 premios por su servicio y contribución técnica. Estos incluyen un premio por calidad en el servicio al cliente, tres becas de sociedades profesionales, tres títulos honoríficos doctor honoris causa, seis premios por su contribución técnica, seis por su servicio distinguido y siete por educación.
En el año 1974 se casó con Dorothy E. Denning, que se convirtió en una destacada experta en seguridad informática.

## Vida profesional
La profesión de Peter J. Denning ha sido una búsqueda de los principios fundamentales en los distintos campos que engloba la computación. Además, es un prolífico escritor. Entre 1980 y 1982 escribió 24 columnas como presidente de ACM, centrándose en los problemas técnicos y políticos del campo. Entre 1985 y 1983 redactó 47 columnas en The Science of Computing (La Ciencia de la Computación) para la revista American Scientist, donde se centraba en los principios científicos de todo el campo. Desde el año 2001 viene escribiendo trimestralmente las columnas IT Profession para las comunicaciones de ACM, prestando especial atención a los principios de valor de los profesionales que ejercen su profesión.

### Memoria virtual
En 1970 publicó un clásico artículo que mostró un marco científico para la memoria virtual y la evidencia de la validación científica, acallando una controversia sobre la estabilidad de la memoria virtual y su rendimiento.
Previamente, en 1966, propuso el conjunto de trabajo como una medida dinámica de la demanda de memoria y explicó por qué funcionaba usando la idea de localidad presentada por Les Belady de IBM. Su artículo sobre el conjunto de trabajo se convirtió en todo un clásico, hasta el punto en que recibió el premio ACM Best paper al mejor artículo y un premio SIGOPS Hall of Fame Award en 2005.

### Principios de los sistemas operativos
A principios de 1970 colaboró con Ed. Coffman, Jr., en la obra Operating Systems Theory (Teoría de los sistemas operativos), que se convirtió en un todo un clásico en lo que respecta a libros de textos usados en cursos de posgrado y permaneció en impresión hasta 1995. Este libro ayudó a disipar dudas de que el campo de los sistemas operativos podría ser considerado una ciencia.
A mediados de los años 70 colaboró con Jeffrey Buzen en el análisis operacional, extendiendo las leyes operacionales básicas de Buzen para tratar con todas las redes de colas. El marco operacional explicó por qué el ordenador ejecuta modelos de trabajo tan bien, incluso violando los tradicionales supuestos estocásticos de Markov. Este se ha convertido en el método preferido para enseñar la predicción de rendimiento en los cursos de computación.
A principios de los años 80 fue uno de los cuatro investigadores principales y fundadores de CSNET (Computer Science Network), patrocinado por la National Science Foundation. Los otros tres investigadores eran Dave Farber, Larry Landweber y Tony Hearn. Desarrollaron una red de comunidades totalmente autosuficiente de ciencia y científicos de la computación que en 1986 incluía 165 sitios y 50.000 usuarios. CSNET fue la piedra clave de la transición de la ARPANET original a NSFNET y entonces a Internet[cita requerida]. En el año 2009, la Internet Society entregó a CSNET su prestigioso premio Jon Postel, reconociendo su papel clave en el paso de ARPANET a NSFNET.
Denning dirigió el proyecto de la ACM Digital Library entre 1992 y 1997, que empezó a funcionar en 1997. La Association for Computing Machinery se convirtió en la primera sociedad profesional en ofrecer una librería en la que se podía buscar todo lo que había sido publicado.

### Grandes principios de la computación
En 1999, Denning expandió la búsqueda de los principios fundamentales para cubrir toda la computación. El descubrimiento de los procesos de información natural en biología, física, económica, materiales y otros campos le convenció de que las definiciones básicas de la computación debían ser modificadas para abarcar tanto los procesos de información natural como los artificiales. Él y su equipo han producido un marco de proyecto.
El marco de trabajo de los Grandes Principios revelaron que la "innovación" es una práctica central de la computación. Incapaz de encontrar a alguien que entendiera como enseñar la habilidad de innovar, se unió a Bob Dunham e identificaron 8 prácticas fundacionales de innovación y los publicaron en un libro llamado The Innovator's Way.
El marco de los grandes principios reveló que la innovación es el núcleo de la computación. Incapaz de encontrar quien entendiera cómo explicar la capacidad de innovar se unió a Bob Dunham e identificaron ocho prácticas fundamentales de innovación. Publicaron The Innovator’s Way, un libro que enseñaba las ocho prácticas esenciales para la innovación conseguir innovar con éxito.
Denning presentó Los Grandes Principios de la Computación el jueves 19 de mayo de 2011 en NSF Stafford. Este fue el resumen de su presentación:
“Con cerca de 70 años nuestro campo ha madurado y alcanzado un nivel de influencia a la par que otros campos de la ciencia. Nuestro viaje ha tenido sus tribulaciones y triunfos y hemos cambiado la imagen declarada por nosotros mismos en numerosas ocasiones. Un reciente simposio de la ACM en el núcleo de la cuestión, ¿Qué es la computación?, reveló que en las últimas dos décadas hemos alcanzado un consenso remarcable en la materia de nuestros estudios y prácticas. La computación ya no es el estudio de los ordenadores, sus usos y sus límites; es el estudio de los procesos de la información, tanto naturales como artificiales. La computación ofrece principios, puntos de vista, compresión y la dirección en cada una de las siete categorías de la computación, comunicación, coordinación, recolección, automatización, evaluación y diseño. Este marco será discutido y comparado con los marcos orientados a la tecnología más familiares a la computación.

### Educación en el campo de la computación
Peter J. Denning ha tenido una gran influencia en la educación en el campo de la computación. A principio de los 70 dirigió un grupo de trabajo que diseñó el primer curso básico sobre los principios de los sistemas operativos. Estos se convirtieron en el primer curso básico CS no matemático.
A mitad de los años 80 lideró la junta del comité ACM/IEEE que describió la computación como una disciplina con nueve áreas funcionales y tres procesos cognitivos, la base del ACM Curriculum 1991.
En los años 90 emprendió una búsqueda para codificar los grandes principios de la computación. Denning mantiene que la computación es una ciencia que incluye procesos tanto con información natural como artificial.
En 2007, NSF lo designó como Distinguished Education Fellow para lanzar un movimiento con el fin de usar el marco de los grandes principios para innovaciones en la educación e investigación.
En 2009, ACM´s SIGCSE (Grupo de interés especial en la educación en ciencia de la computación) reconoció sus contribuciones con un premio a su servicio de por vida.

### Humor
Denning es un inveterado humorista que usa con frecuencia el humor para hacerse entender. Ejemplos:
- Sección especial del April Fool (cuando era editor), ACM Communications (abril de 1984).
- On Active and Passive Writing (Sobre la voz pasiva y activa), un tratado exhortando a sus estudiantes a que escriban en voz activa.
- Una historia de dos islas. Una fábula sobre la controversia en la teoría de colas sobre el análisis operaciones. Primera vez publicado en 1991. Contenido en un apéndice a un resumen del 2006 sobre análisis operacional.[24]

## Algunas de sus citas
- “La computación es el principio, el ordenador es la herramienta”.
- “Todo discurso es libre. Son sólo sus consecuencias las que te atrapan”.
- “Una petición no está en las palabras que tú dices. Está en la escucha de aquellos que te oyen”.
- “Después de muchos años intentando hacer que los ordenadores piensen como cerebros, los investigadores de IA se quedaron con cerebros que pensaba que son ordenadores”.
- “Localidad es un principio de la naturaleza. Los cachés funcionan porque nuestros cerebros organiza la información por localidades”.
- “La innovación no es tener nuevas ideas brillantes, es una nueva práctica adoptada por una comunidad”.
- “La solidaridad, que no el software, genera colaboración”.

## Obras publicadas
Denning ha sido autor y editor de 340 artículos técnicos y 7 libros.

### Libros
He aquí una selección de algunos de sus libros:
- 1973, con Ed Coffman. Operating Systems Theory. Prentice-Hall.
- 1978, con Jack Dennis and Joe Qualitz. Machines, Languages, and Computation. Prentice-Hall.
- 1997, con Bob Metcalfe (eds.) Beyond Calculation: The Next 50 Years of Computing. Copernicus Books.
- 2001. The Invisible Future: The Seamless Integration of Technology in Everyday Life. McGraw-Hill.
- 2010. The Innovator's Way: Essential Practices for Successful Innovation. MIT Press.
- 2015.  Great Principles of Computing. MIT Press.

### Artículos
- 1968. "The Working Set Model for Program Behavior". ACM Communications (May).[26]
- 1970. "Virtual memory." ACM Computing Surveys (September).[12]
- 1976. "Fault tolerant operating systems". ACM Computing Surveys (December).[27]
- 1978. with Jeff Buzen. "Operational Analysis of Queueing Network Models." ACM Computing Surveys (September).[28]
- 1980. "Working sets past and present". From IEEE Transactions Software Engineering, January 1980.[29]
- 1984, with Robert Brown. "Operating Systems". Scientific American issue on software.
- 1990, with Walter Tichy. "Highly parallel computation". Science magazine, November.
- 1992. "Educating a new engineer". ACM Communications (December).[30]
- 2006. "The Locality Principle". Chapter in Communication Networks and Systems (J Barria, Ed.). Imperial College Press.[31]
- 2007. "Computing is a natural science." ACM Communications (July).[32]
- 2009, with Peter Freeman. "Computing's Paradigm". ACM Communications (December).[32]
- 2010, with Fernando Flores and Peter Luzmore. "Orchestrating Coordination in Pluralistic Networks". ACM Communications (March).[33]

## Sus intereses en la actualidad
Los intereses actuales de Denning, según remarca en su página web personal del E-Center of Excellence in Research and Education for E-Business, en la Universidad de George Mason, son los que a continuación revisamos.

### Investigación
- Principios de innovación
- Grandes principios de la computación
- Educación en el campo de la computación
- Sistemas operativos
- Modelado de rendimiento
- Gestión del flujo de trabajo
- Computación de gran rendimiento
- Seguridad
- Futuro de las tecnologías de la información

### Enseñanza
- Grandes principios de la computación, como por ejemplo: CS491 o Great Principles project.
- Sistemas operativos (por ejemplo, CS571 y online Art of OS)
- Tecnología e innovación (por ejemplo, Sense 21 o Innovation Project).
- Modelado